# Králiky
Králiky – wieś (obec) na Słowacji położona w kraju bańskobystrzyckim, w powiecie Bańska Bystrzyca. Pierwsze wzmianki o miejscowości pochodzą z roku 1696.
Według danych z dnia 31 grudnia 2016, wieś zamieszkiwały 643 osoby, w tym 331 kobiet i 312 mężczyzn.
W 2001 roku rozkład populacji względem narodowości i przynależności etnicznej wyglądał następująco:
- Słowacy – 98,30%
- Czesi – 0,76%
- Niemcy – 0,19%